# Canon EOS 300X
Canon EOS 300X (название в США — EOS Rebel T2, в Японии — EOS Kiss 7) — малоформатный однообъективный зеркальный фотоаппарат с автофокусом, рассчитанный на фотолюбителей.
Поступил в продажу в сентябре 2004 году, сменив модель Canon EOS 300V.

### Характеристики
Фотоаппарат имеет схожие с предыдущей моделью характеристики. Основным новшеством является поддержка E-TTL II — новой версии технологии взаимодействия камеры и вспышки, которая использует все доступные зоны матричного замера экспозиции. Среди других улучшений: увеличение выдержки (теперь она составляет от 30 сек до 1/4000 сек) и наличие крестообразных клавиш направления, которые можно использовать для более быстрого выбора точки автофокусировки. 